# Торрес Гарсете, Диего Хоэль
Диего Хоэль Торрес Гарсете (исп. Diego Joel Torres Garcete; род. 14 октября 2002) — парагвайский футболист, вингер клуба «Олимпия».

## Клубная карьера
8 августа 2019 года забил свой первый гол в основном составе «Олимпии» в матче Кубка Парагвая против клуба «Колехиалес», став самым молодым автором гола в истории клуба в XXI веке. 14 декабря 2019 года дебютировал в парагвайской Примере в матче против клуба «Соль де Америка», отличившись в нём забитым мячом после передачи Роке Санта Круса.

## Карьера в сборной
Выступал за сборные Парагвая до 17 и до 18 лет.